# Tokary (województwo opolskie)
Tokary – wieś w Polsce położona w województwie opolskim, w powiecie oleskim, w gminie Praszka. Miejscowość wchodzi w skład sołectwa Strojec.
W latach 1975–1998 miejscowość położona była w województwie częstochowskim.